# George Green (cầu thủ bóng đá, sinh năm 1901)
George Green (2 tháng 5 năm 1901 – 1980) là một cầu thủ bóng đá người Anh từng thi đấu ở vị trí wing half ở Football League cùng với Sheffield United trong các thập niên 1920 và 1930.
Ông sinh ra ở Leamington Spa và thi đấu cho nhiều đội bóng địa phương trước khi ký hợp đồng với đội bóng Sheffield United của First Division năm 1923. Ông có 422 lần ra sân cho câu lạc bộ Yorkshire, ghi 11 bàn. Ông là thành viên của đội hình United thành công khi vô địch Cúp FA năm 1925.
Bốn tuần sau khi vô địch Cúp FA, Green lần đầu được triệu tập vào đội tuyển Anh, thi đấu với Pháp. Ông có 8 lần đại diện quốc gia, và giành chiến thắng trong lần cuối ra sân trước Bỉ ngày 19 tháng 5 năm 1928.